# Ivan Bodnar
Ivan Bodnar (7. prosince 1821 Torhiv – ???) byl rakouský politik rusínské (ukrajinské) národnosti z Haliče, v 2. polovině 19. století poslanec Říšské rady.

## Biografie
Působil jako zemědělec v rodné obci na východní Haliči. Po 15 let zde působil jako obecní rychtář. Od roku 1849 byl rovněž výběrčím daní pro Torhiv a nedaleké Machnivci.
Byl aktivní i politicky. 1. února 1867 byl zvolen na Haličský zemský sněm za kurii venkovských obcí v obvodu Zalizci, Zborov. Zemský sněm ho následně 2. března 1867 zvolil i do Říšské rady (tehdy ještě volené nepřímo) za kurii venkovských obcí v Haliči. Na mandát v Říšské radě rezignoval 31. března 1870 v rámci hromadné rezignace haličských poslanců na protest proti ústavnímu směřování státu.
Národnostně byl Rusín a hlásil se k řeckokatolické církvi.